# Helmpflicht

Gebotszeichen Kopfschutz benutzen nach ISO 7010

Die Helmpflicht ist die Verpflichtung einer Person aufgrund einer Weisung, Vorschrift oder eines Gesetzes bei bestimmten Tätigkeiten einen Helm zu tragen, insbesondere Schutz-, Sturz- oder Sporthelme.

## Helmpflicht im Straßenverkehr
Im Straßenverkehr bezeichnet Helmpflicht die Pflicht bestimmter Gruppen von Verkehrsteilnehmern, während der Teilnahme am Straßenverkehr einen geeigneten Schutzhelm zu tragen, zum Beispiel einen Motorrad- oder Fahrradhelm.

### Helmpflicht für Motorradfahrer

#### Helmpflicht in Deutschland
In der BRD besteht seit 1976  eine Helmpflicht im Straßenverkehr für Fahrer und Beifahrer von Krafträdern und offenen drei- oder mehrrädrigen Kraftfahrzeugen ohne Sicherheitsgurte ab einer bauartbedingten Geschwindigkeit von mehr als 20 km/h (§ 21a Abs. 2 StVO). Die Helmpflicht für Mopedfahrer wurde 1978 eingeführt. Am 1. August 1980 wurde ein Verwarnungsgeld von 20 DM eingeführt. Eine Helmpflicht für Mofa-25-Fahrer wurde am 1. Oktober 1985 eingeführt. Der Kinnriemen ist anzulegen, ansonsten ist der Helm nicht geeignet, die Schutzwirkung zu erzielen.

In der DDR galt Helmpflicht für Führer von Krafträdern außerhalb geschlossener Ortschaften ab 1. Juni 1965 und generell ab dem 1. Januar 1978. Für Mopedfahrer galt in der DDR Helmpflicht ab 1. Januar 1988.
Die grundsätzliche Helmpflicht kann in Einzelfällen durch die Kommunen aufgehoben werden. Wie der Verwaltungsgerichtshof Baden-Württemberg im September 2017 bekannt gab, müssen diese Einzelfälle von der Kommune individuell geprüft und eine Ermessensentscheidung getroffen werden.
Manche Dachroller, wie der BMW C1 und das Ecomobile haben eine Helmpflichtbefreiung, weil der Fahrer mit einer Sicherheitsfahrgastzelle und Sicherheitsgurte beim Unfall geschützt wird. Für die Zulassung musste das in vielen Crashtests nachgewiesen werden.

#### Helmpflicht in Österreich
In Österreich besteht seit 1985 eine Helmpflicht im Straßenverkehr für Fahrer und Beifahrer von Krafträdern und offenen drei- oder mehrrädrigen Kraftfahrzeugen ohne Sicherheitsgurte. Ab dem 31. Mai 2011 gilt für Kinder bis zum 12. Lebensjahr die Radhelmpflicht. Die Helmpflicht gilt nur, wenn die Kinder selbst Rad fahren, mitgeführt werden oder im Fahrradanhänger sitzen.

#### Helmpflicht in der Schweiz
In der Schweiz besteht seit 1981 eine Helmpflicht im Straßenverkehr für Fahrer und Beifahrer von Motorrädern und offenen drei- oder mehrrädrigen Kraftfahrzeugen ohne Sicherheitsgurte (Art. 3b der Verkehrsregelnverordnung).
Seit 2012 besteht zudem eine Helmpflicht für Fahrer bestimmter Elektro-Motorfahrräder. Ein Fahrradhelm ist vorgeschrieben bei E-Bikes mit einer bauartbedingten Höchstgeschwindigkeit bis 20 km/h und einer Tretunterstützung, die auch über 25 km/h bis maximal 45 km/h wirkt; darüber hinaus ist ein Mofahelm vorgeschrieben.

#### Helmpflicht in den USA
In den USA ist die Helmpflicht für Motorradfahrer auf der Ebene der einzelnen Bundesstaaten geregelt.
In folgenden Bundesstaaten besteht Helmpflicht für Fahrer und Beifahrer von motorisierten Zweirädern (Stand 2011): Alabama, Kalifornien, District of Columbia, Georgia, Louisiana, Maryland, Massachusetts, Michigan, Mississippi, Missouri, Nebraska, Nevada, New Jersey, New York, North Carolina, Oregon, Tennessee, Vermont, Virginia, Washington, West Virginia.
In folgenden Bundesstaaten besteht eine Helmpflicht für Fahrer und Beifahrer von motorisierten Zweirädern, welche unter 18 Jahre alt sind, bzw. wenn eine der beiden Personen unter 18 Jahre alt ist (Stand 2011): Alaska, Arizona, Colorado, Connecticut, Hawaii, Idaho, Indiana, Kansas, Maine, Minnesota, Montana, New Mexico, North Dakota, Ohio, Oklahoma, South Dakota, Utah, Wisconsin, Wyoming.
In folgenden Bundesstaaten besteht eine Helmpflicht für Fahrer und Beifahrer von motorisierten Zweirädern, welche unter 19 Jahre alt sind, bzw. wenn eine der beiden Personen unter 19 Jahre alt ist (Stand 2011): Delaware.
In folgenden Bundesstaaten besteht eine Helmpflicht für Fahrer und Beifahrer von motorisierten Zweirädern, welche unter 21 Jahre alt sind, bzw. wenn eine der beiden Personen unter 21 Jahre alt ist (Stand 2011): Arkansas, Florida, Kentucky, Pennsylvania, Rhode Island, South Carolina, Texas.
In folgenden Bundesstaaten besteht keine Helmpflicht für Fahrer und Beifahrer von motorisierten Zweirädern (Stand 2011): Illinois, Iowa, New Hampshire.
Grundsätzlich ist die Helmpflicht in den USA nicht unumstritten, weil sie die Freiheitsrechte des Einzelnen beeinträchtigt. Die Diskussion wird seit den 1990er Jahren teilweise unter dem Gesichtspunkt der Social Burden Theory geführt, die besagt, dass der Allgemeinheit das Festlegen einer Helmpflicht deswegen zusteht, weil für helmlos verunglückte Motorradfahrer deutlich höhere Gesundheitskosten anfallen würden, die teilweise von der Allgemeinheit getragen werden müssten. So würde den Steuerzahlern durch Zahlungen Freiheit entzogen, die gegen die Freiheit der Helmlosen abgewogen werden müsse.
So gilt z. B. in Texas die Helmpflicht für Erwachsene ab 21 Jahren nicht, wenn der Fahrer eine ausreichende Krankenversicherung oder ein Sicherheitstraining vorweisen kann, wodurch die social burden für die Steuerzahler reduziert wird.
Eine in einem Bundesstaat einmal eingeführte Helmpflicht wird nicht selten durch eine neue Regierung wieder gekippt oder modifiziert. Dies geschieht meist auf Druck organisierter Motorradfahrer und häufig mit der konkreten Absicht, die Wahlaussichten zu verbessern. So hat Gov. De Santis in Florida zum Juli 2020 eine Regelung ähnlich jener in Texas eingeführt, bei der ab 21 Jahren eine niedrig dotierte Krankenversicherung bereits zur Ausnahme von der Tragepflicht führt.

#### Helmpflicht in Vietnam
In Vietnam besteht Helmpflicht für Motorrad- und Mopedfahrer.

### Helmpflicht für Fahrradfahrer
Im Allgemeinen wird Teilnehmern am Radverkehr das Tragen eines Fahrradhelmes empfohlen. Es wird angenommen, konsequentes Tragen von Helmen schütze vor Kopfverletzungen, nicht aber vor Unfällen. Der Anteil der Kopfverletzungen bei Unfällen ist für Radfahrer mit etwa fünf bis zehn Prozent kleiner als der von Autofahrern oder Fußgängern. Für die Verunfallten können Kopfverletzungen wegen damit verbundener Dauerschäden gravierend sein.
Das verpflichtende Tragen von Fahrradhelmen hat – u. a. aufgrund der durch die Helmpflicht zurückgehenden Fahrradnutzung – erhebliche unerwünschte Nebenwirkungen, die die Schutzwirkung von Helmen verringern, zunichtemachen oder teilweise auch neue Probleme verursachen können. Die Fahrradhelmpflicht ist deshalb sehr umstritten.

### Helmpflicht für Autofahrer
Für Autohelme wurde eine erhebliche Schutzwirkung nachgewiesen.
Rennfahrer müssen bei manchen Wettbewerbsserien ein sogenanntes HANS-System tragen, das sie vor starken Verletzungen im Kopf- und Halsbereich schützen soll.
Des Weiteren sind verschiedene als PKW zugelassene Dreiradfahrzeuge in Deutschland und vielen weiteren Ländern helmpflichtig.